# 金牌特勤隊
是一部2017年英國動作驚悚電影，由西蒙·韦斯特執導，改編自鄧肯·法康納的同名小說系列。該系列的主角約翰·斯特拉頓由多明尼克·庫柏飾演，而其他演員包括陳靜、奧斯汀·史達威爾、泰勒·霍奇林，以及汤姆·费尔顿。該片的主要拍攝於2015年7月15日在義大利的布林迪西開始。該片於2017年9月1日在英國上映。

## 劇情
英國皇家海軍在二戰時成立了特殊舟艇隊(SBS)，專門負責殲滅敵軍的秘密據點，經常與軍情六處(MI6)合作，成效卓越。SBS後來也成為美國海軍海豹部隊的雛型。
約翰·史崔頓是SBS的成員，隸屬於駐北爱尔兰的情報分隊。阿姬、史賓克斯和卡明斯則是任務專員，協助約翰潛入伊朗的一間生化武器工廠並予以摧毀。
然而，當約翰與搭檔馬蒂抵達時，發現工廠裡的員工全都遭到槍殺，生化武器庫房也被清空。他們行動太晚，而且已經暴露身分。撤退時遭到伏擊，馬蒂在撤離過程中頸部中彈，最終不治身亡。
之後，約翰住在愛爾蘭的船上，與鄰居羅斯相依為命，羅斯是他唯一的朋友。MI6上司桑默召回他，表示被竊走的不明數量大規模殺傷性武器已經流入黑市，要他追捕幕後主使。約翰與阿姬查看救援行動的影像，試圖找出襲擊者的首腦。漢克被指派成為約翰的新搭檔。
桑默確認主謀是葛里高利·巴羅夫斯基，一名被認為已經死亡二十年的前俄羅斯聯邦安全局（FSB）特工。桑默透露，二十年前巴羅夫斯基在FSB前途光明，MI6於是設計將他塑造成雙面間諜，迫使FSB殺掉他最得力的人。但事實顯然不是如此。巴羅夫斯基將生化武器在烏克蘭一個社區進行測試，瞬間奪走150條人命。該武器設計為空中投放，只需微量、在1000英尺高度釋放，就能造成百倍的殺傷。
唯一有能力將原始生化物轉成空投型炸彈的人，是炸彈專家塔瑞克·阿拉維。小組綁架阿拉維，他承認自己已經啟動了這批被稱為「撒旦之雪」的武器，並透露下一個與巴羅夫斯基接觸的人是義大利工程師葛雷科。葛雷科依據阿拉維的設計，打造出「撒旦之雪」的空中散播無人機原型。當巴羅夫斯基前來取貨時，發現漢克與約翰安裝了監視器，誤以為葛雷科出賣他，便將其殺害並試圖帶走無人機。漢克違抗約翰命令直接出手，雖然奪回無人機，但巴羅夫斯基逃脫。
約翰推測，巴羅夫斯基可能已經拿到另外三架無人機。他與桑默討論，指出當年FSB下令槍決巴羅夫斯基時，他的上司謝爾蓋其實可能沒有動手，反而在自己升任內政部長後利用巴羅夫斯基，藉英國人死在伊朗領土製造國際醜聞，讓莫斯科得利。但巴羅夫斯基反過來殺了謝爾蓋，並私吞生化武器圖利，而不是交還俄國。約翰也質問桑默她與巴羅夫斯基的過往，桑默承認當年奉命設局陷害巴羅夫斯基時，對他動了真情。
巴羅夫斯基在殺掉謝爾蓋時，順手偷走了所有外籍特工的檔案，其中包括卡明斯。巴羅夫斯基脅迫卡明斯偷走第四架無人機，否則就把他是俄國間諜的身分揭發給桑默。桑默懷疑巴羅夫斯基可能會用「撒旦之雪」攻擊莫斯科報仇。卡明斯提議與FSB交換情報，換回一名在俄羅斯被扣押的美國人質。桑默答應，但當約翰與漢克前去執行時，發現對方並不是真正的人質（身上的刺青位置錯誤），於是將冒充的FSB幹員擊斃後撤退。此時他們才確定卡明斯才是內鬼，但仍不明白巴羅夫斯基為何執著於第四架他其實不需要的無人機。
不久卡明斯失蹤。史賓克斯破解第四架無人機的導引系統，發現目標不是莫斯科，而是倫敦。桑默追蹤到巴羅夫斯基將透過一艘船帶著另外三架無人機進入倫敦，下令約翰攔截。他們奪回其中兩架，但巴羅夫斯基仍帶著最後一架逃走。與此同時，卡明斯綁架阿姬，把她帶到倉庫後自盡。之後巴羅夫斯基帶著最後一架無人機進入倉庫，裡頭停著一輛倫敦巴士，阿姬躲在車內。巴羅夫斯基將無人機裝上巴士，準備行動。阿姬暗中協助約翰與漢克追蹤，最終在倫敦市中心攔下巴士，擊斃巴羅夫斯基並在他釋放武器前成功化解危機。事後，約翰邀請阿姬約會。

## 演員

### 主要演員
- 多明尼克·庫柏（Dominic Cooper）飾 約翰·史崔頓
- 奧斯汀·史托威爾（Austin Stowell）飾 漢克
- 陳靜 飾 阿姬
- 康妮·尼爾森（Connie Nielsen）飾 桑默
- 湯瑪斯·克萊舒曼（Thomas Kretschmann）飾 葛里高利·巴羅夫斯基
- 湯姆·費爾頓（Tom Felton）飾 卡明斯
- 傑克·費爾布羅瑟（Jake Fairbrother）飾 史賓克斯
- 泰勒·霍奇林（Tyler Hoechlin）飾 馬蒂
- 德瑞克·傑可比（Derek Jacobi）飾 羅斯
- 莉茲·溫克勒（Lizzie Winkler）飾 愛麗絲
- 里納特·希斯馬圖林（Rinat Khismatouline）飾 葛雷科
- 伊加爾·納奧爾（Igal Naor）飾 塔瑞克·阿拉維
- 奧列加·費多羅（Olegar Fedoro）飾 謝爾蓋·奧洛夫

### 其他演員
- Mohammed Ali 飾 公園路人
- Gregor Babic 飾 技工
- Tom Bailey 飾 理查·班克斯／救護員
- Martin Bratanov 飾 軍情六處探員
- Anthony Chisholm 飾 軍情六處成員
- Madeleine Domries 飾 軍情六處探員
- Ilan Goodman 飾 米勒
- Lee Nicholas Harris 飾 櫃台警員
- Sammy Jonas Heaney 飾 少年
- Yuri Kolokolnikov 飾 博羅丁
- Cristian Lazar 飾 辦公室職員
- Anthony Milton 飾 SBS 士兵
- Vince Taylor 飾 門口警衛
- Tony Tennant 飾 SO19 武裝警察
- David Terry 飾 武裝警員
- Nico Toffoli 飾 尼可

## 製作
2014年11月3日，宣布亨利·卡維爾將主演動作驚悚電影《金牌特勤隊》，由他自己的公司Promethean Productions、Amber Entertainment以及GFM Films製作。 該片改編自鄧肯·法康納的八本同名小說系列，主角約翰·斯特拉頓是一名在北愛爾蘭為情報部門效力的SBS士兵。 該片由伊琳·梅塞爾和勞倫斯·艾爾曼製作，他們也買下了小說的電影版權，故事背景設定在義大利南部、羅馬和倫敦。
2015年2月25日，西蒙·韦斯特受聘執導該片，該片由GFM Films全額資助。 在拍攝開始前五天，卡維爾因與劇本的創作分歧而退出該片。 後來宣布由多明尼克·庫柏接演主角。
其他演員包括陳靜、奧斯汀·史達威爾、泰勒·霍奇林，以及汤姆·费尔顿。Screen Daily公布了更多演員，包括湯瑪斯·克萊奇曼、德瑞克·傑寇比、康妮·尼爾森以及傑克·費爾布拉澤。
根據Hardman & Co.的資料，《金牌特勤隊》的預算是1,290萬英鎊，Ober Private Clients協助GFM透過EIS基金籌資來資助該片。 Stratton Film Productions Limited於2017年6月30日向英國公司登記處提交的確認聲明顯示，EIS投資者貢獻了335.8萬英鎊來資助該片。英國公司登記處提交的帳目顯示，該片的製作部分由GFM Films提供的750萬英鎊貸款資助。根據Hardman & Co.的資料，HMRC透過稅收抵免補貼貢獻了200萬英鎊來製作該片。

### 拍攝
該片的主要拍攝於2015年7月15日在義大利的布林迪西、萊切、斯昆扎諾和卡薩拉巴特開始，之後拍攝將移至羅馬，然後到倫敦。 拍攝原本預定於6月2日開始，但因卡維爾退出而重新安排。

## 評論反應
在爛番茄上，《金牌特勤隊》基於36篇評論，獲得0%的支持率，平均分數為3.20/10。該網站的評論共識寫道：「《金牌特勤隊》的動作驚悚野心被衍生故事、錯誤選角，以及由不令人印象深刻的場景突顯的低預算感全面挫敗。」 在Metacritic上，基於10位評論家的評論，獲得加權平均分數26/100。
帝國雜誌的金·紐曼給該片2/5。「對白全是陳腔濫調，一個不錯的卡司沒什麼發揮空間[...]，甚至動作場面都有匆忙、未完成的感覺。」紐曼讚揚陳靜為「傑出的演員」。導演西蒙·韦斯特沒有達到「他瘋狂處女作《空中监狱》的最高水準。」 衛報的彼得·布萊蕭給該片2/5星，稱其為「中等預算、適度愚蠢的動作驚悚片」，「部分被其歡樂荒謔的結局救贖，涉及在鄉間某處的汽車和倫敦雙層巴士的追逐兼槍戰。那很有價值。」布萊蕭批評德瑞克·傑寇比的次要角色，以及康妮·尼爾森的「奇怪的英國口音」。 同樣在衛報撰文，溫蒂·艾德形容該片為「与其說是動作電影，不如說是直接違反日内瓦公约」，並批評尼爾森，「康妮·尼爾森作為斯特拉頓的老闆糟糕得驚人。她聽起來像醉漢試圖用高級口音逃避酒測。一個職業生涯低點。」 每日电讯报的蒂姆·羅比總結該片：「完全無用、完全無害，《金牌特勤隊》如果好或有趣的話，會是好的乾淨娛樂。」
荷里活報道的史蒂芬·道頓批評「吱嘎作響的劇本和愚蠢的情節」，說該片「提供的只有從更好電影借來的陳舊驚悚陳腔濫調。」綜藝雜誌的丹尼斯·哈維寫道：「整體包裝堅實專業，但在特定貢獻上陳腔濫調、平凡且不明顯，這部驚悚片從未找到（更別說提升）自己的脈搏。」

## 外部連結
- 互联网电影数据库（IMDb）上《金牌特勤隊》的资料（英文）
- 爛番茄上《金牌特勤隊》的資料（英文）